# Gib Mihăescu
Pour les articles homonymes, voir Mihaescu.
Gib I. Mihăescu, né Gheorghe Ion Mihăescu le 23 avril 1894 à Drăgăşani et mort le 19 octobre 1935 à Bucarest, est un écrivain roumain.

## Biographie

### Enfance
Gheorghe Ion Mihăescu est né le 23 avril 1894 à Drăgăşani. Son père, Ion, était avocat. Sa mère était très croyante : l'écrivain en garda un esprit profondément religieux.
En 1906, Gheorghe, le sixième de douze enfants, fut profondément affecté par la mort de son frère aîné, à tel point qu'il redoubla son année d'école. Malgré sa vocation littéraire, détectée au lycée par son professeur de littérature roumaine, il entama des études de droit.

### La guerre
En 1916, la Roumanie entra en guerre : il fut mobilisé, participa aux combats, acquit le grade de sous-lieutenant et fut décoré pour bravoure. Démobilisé en 1918, il poursuivit en parallèle ses études de droit et ses activités littéraires. Le 15 février 1919, il publia Linia întâi (« En première ligne ») sa première nouvelle, sous le pseudonyme de Gib Stegaru (Stegaru signifiant « porte-étendard »), en hommage à son grand-père, qui avait été porte-drapeau de Tudor Vladimirescu pendant la révolution de 1821.

### Après guerre: les débuts littéraires
En 1924, il reprit le cabinet d'avocat de son père décédé, à Chișinău, mais ne plaida que sporadiquement. Il exerça en parallèle les fonctions de conseiller juridique et de professeur de français. En 1925, il se maria avec Elena Stănescu : ils eurent ensemble deux filles, nées en 1926 et en 1932. En 1928, sa pièce de théâtre, Pavilionul cu umbre (« Le pavillon des ombres »), jouée, entre autres, par la célèbre Marie Ventura, obtint un certain succès. En 1929, il vendit son cabinet d'avocat et s'établit à Bucarest.

### Au sommet de son élan créateur
C'est à cette époque que Gib Mihăescu publia l'essentiel de ses œuvres, à un rythme soutenu jusqu'à sa mort : Vedenia (« La vision »), recueil de nouvelles, en 1929, puis ses cinq romans : Braţul Andromedei (« Le bras d'Andromède ») en 1930, La Femme russe en 1933, La Femme chocolat en 1933, Zilele şi nopţile unui student întârziat (« Jours et nuits d'un étudiant attardé ») en 1934, enfin Donna Alba en 1935. Le 19 octobre 1935, la mort en raison de la tuberculose interrompit tous ses projets, y compris celui d'écrire une suite à La Femme russe.

## Traductions
En 1931, la nouvelle Pe drumul gloriei (« Les chemins de la gloire ») a été traduite sous le titre « L’Étape » dans un ouvrage collectif, Contes roumains d'écrivains contemporains. En 1947 est paru Nouvelles roumaines (traduction par Edmond Bernard), dans laquelle figure Troïtza. La Femme russe a été traduit par Georgeta Horodinca en 1997. La Femme chocolat a été traduit par Gabrielle Danoux en 2013.

## Liste des principales œuvres
- Femeia de ciocolată (La Femme chocolat) , roman, 1933
- La Grandiflora, recueil de nouvelles, 1928[7]
- Pavilionul cu umbre [Pavillon des ombres], pièce de théâtre, 1928
- Vedenia, recueil de nouvelles, 1929
- Braţul Andromedei [Le bras d'Andromède], roman, 1930
- Rusoaica (La Femme russe), roman, 1933
- Zilele şi nopţile unui student întârziat [Jours et nuits d'un étudiant attardé], roman, 1934
- Donna Alba, roman, 1935
- Însemnări pentru timpul de azi, recueil d'articles, posthume, 1975
- Opere [Œuvres], posthumes, publiées de 1976 à 1995, réunies par Alexandru Andriescu [8]